# 統合情勢センター
統合情勢センター（とうごうじょうせいセンター、英語：Joint Situation Centre、略称：JSCまたはSitCen）は、欧州連合の情報機関のひとつ。センターは欧州対外行動局の一部で欧州連合外務・安全保障政策上級代表の権限下にある。

## 任務
統合情勢センターは「欧州議会に高精度情報を提供すること」を目的にし、公安、早期警戒、評価、非常事態業務の事項に関して欧州連合の上級代表と情報機関の関係者とのコンタクトにより構成される。センターはクラブ・ド・ベルン（en:Club de Berne）に参加している。2011年に情勢センターは「欧州連合情報活動分析センター（European Union Intelligence Analysis Centre、EU INTCEN）」に改称される。

## 歴史
情勢センターは1999年の共通安全保障防衛政策に起源を求めることができ、ハビエル・ソラナ上級代表の管理下でオープン・ソース・インテリジェンスに取り組む分析者グループを配置したことが始まりとされる。2001年にウィリアム・シャプコット（William Shapcott）が初代センター長に任命される。2001年9月11日のアメリカ同時多発テロ事件をきっかけに、対テロリズムに特化した機関であるテロリズム対策グループ（CTG）が設立された。
2002年には情勢センターはフランス、ドイツ、イタリア、オランダ、スペイン、スウェーデンおよびイギリスの情報機関の間での情報交換の場として機能し始める。その最初の任務は海外情勢の評価に焦点を合わせつつ、2004年6月にハビエル・ソラナは関心の領域を欧州連合内でのテロリズム脅威に拡大させる。

## 組織
2010年時点で情勢センターは3つの部署に分かれている。
- 文民情報支部（CIC）、政治的およびテロリズム対策評価に取り組んでいる文民情報分析者で構成される。
- 全般活動部（GOU）、24時間活動の支援、研究および非諜報分析を提供する。
- 通信部（CU）、通信保全活動に従事し、そして議会の通信センター（ComCen）を実行している。

拠点はブリュッセルにあるユストゥス・リプシウス・ビルにあり、そこには欧州連合軍事参謀部が置かれている。センターは100人の職員を擁している。これにより欧州連合軍事参謀部と運用協議会は協同して欧州連合衛星センターの衛星画像とその分析結果を提供している。